# 楊恕 (景泰進士)
楊恕（1424年—？），字尚忠，江西九江府湖口縣人，民籍，明朝政治人物。

## 生平
江西鄉試第一百六名舉人，景泰五年（1454年）中式甲戌科會試第一百五十三名，二甲第一百九名進士。

## 家族
曾祖楊庚三；祖父楊清二；父楊文勝。